# Route nationale 703
Die Route nationale 703, kurz N 703 oder RN 703, war eine französische Nationalstraße, die von 1933 bis 1973 zwischen einer Straßenkreuzung mit der Nationalstraße 660 östlich von Bergerac und Bretenoux verlief. Ihre Länge betrug 133 Kilometer.
1957 wurde die Straße durch einen Felssturz bei La Roque-Gageac verschüttet. Von 1961 bis 1967 wurde deswegen über die Départementstraßen 57, 50 und 46 die Nationalstraße 703E als Umfahrung eingerichtet. Diese war 11 Kilometer lang und lief über die Orte Castelnaud-la-Chapelle, Saint-Cybranet und Cénac-et-Saint-Julien.